# Épigées
Pour les articles ayant des titres homophones, voir Épigé et Épigée.
Dans la mythologie grecque, les épigées sont un groupe de nymphes terrestres.

## Étymologie
Le nom épigée semble venir de la forme ἐπίγειος / epígeios en grec ancien qui signifie en premier lieu « qui est sur la terre » d'où le sens dérivé « qui vit sur la terre ». Cette forme vient de la préposition ἐπί / epí « sur » et du nom γῆ / gê qui signifie « terre » et qui dérive des mêmes racines pré-grecques que le mot γαῖα / gaîa (cf. Gaïa). 

## Classification
Parmi ces nymphes, les dryades et hamadryades sont plus spécialement associées aux arbres, ce sont notamment :
- les épimélides, nymphes des pommiers ;
- les hespérides, nymphes du couchant ;
- les hyléores, nymphes des sapins ;
- les méliades, nymphes des frênes.

Les oréades sont d'autres épigées plus spécialement associées aux montagnes et aux grottes :
- les napées,
  - alséides, nymphes des bocages et des sous-bois,
  - auloniades, nymphes des bosquets et des vallées,
  - limoniades, nymphes des fleurs et des plantes ;
- les corycides, nymphes des grottes.